# Regierungsoberinspektor
Regierungsoberinspektor (ROI) ist in Deutschland eine Amtsbezeichnung für ein Amt eines Beamten in der Laufbahngruppe des gehobenen Dienstes in der Bundes- oder Landesverwaltung im ersten Beförderungsamt. Sie setzt sich zusammen aus der Grundamtsbezeichnung Oberinspektor und dem Zusatz „Regierungs-“.

## Besoldung
Das Amt eines Regierungsoberinspektors ist in Besoldungsgruppe A 10 der Besoldungsordnung A des Bundesbesoldungsgesetzes oder der Landesbesoldungsgesetze eingruppiert. Von der Eingruppierung entspricht der Regierungsoberinspektors dem Amt eines Polizeioberkommissars sowie den Dienstgraden Oberleutnant und Oberleutnant zur See der Bundeswehr.

## Ausbildung
Regierungsoberinspektoren haben in der Regel den Vorbereitungsdienst (Laufbahnausbildung) für eine Laufbahn des gehobenen Dienstes in Form eines Fachhochschulstudiums als Diplom-Verwaltungswirt (FH) bzw. Bachelor abgeschlossen und wurden aufgrund einer guten dienstlichen Beurteilung vom Regierungsinspektor (RI) zum Regierungsoberinspektor befördert.

## Dienststellung in einer Behörde
Regierungsoberinspektoren sind in großen Behörden zumeist in der Funktion als Sachbearbeiter tätig. Sie können dabei als Vorgesetzte der Beamten des mittleren Dienstes fungieren. In kleineren Dienststellen können sie die Funktion eines stellvertretenden Sachgebietsleiters oder eines stellvertretenden Abteilungsleiters innehaben.

## Beförderungsämter
Beförderungsämter sind Regierungsamtmann (A 11), Regierungsamtsrat (A 12) und Regierungsoberamtsrat bzw. in Bayern Regierungsrat (A 13, zugleich Endamt).